# Earl Warren
Pour les articles homonymes, voir Warren.
Earl Warren (19 mars 1891 – 9 juillet 1974) est un juriste et un homme politique américain, trentième gouverneur de Californie, candidat républicain à la vice-présidence des États-Unis en 1948 et enfin quatorzième président (Chief Justice) de la Cour suprême des États-Unis. Il est généralement considéré comme l'un des juges et des dirigeants politiques les plus influents de la Cour suprême de l'histoire des États-Unis,,,,,.
Pendant son office à la Cour suprême, celle-ci rend de nombreux arrêts portant entre autres sur l'inconstitutionnalité de la ségrégation raciale, les droits civiques, la séparation des Églises et de l'État, et les droits de la défense dans la procédure pénale. Il présida aussi la commission d'enquête sur l'assassinat du président Kennedy. 

## Biographie

### Carrière juridique
Earl Warren naît à Los Angeles de parents immigrés norvégiens et suédois, et passe son enfance à Bakersfield, en Californie. Il étudie à Berkeley où il choisit le droit. Après ses études, il travaille pendant cinq ans pour des cabinets d'avocats de la région de San Francisco, puis à partir de 1920 pour le comté de San Francisco. 
En 1925, il est nommé procureur (District Attorney) du comté d'Alameda, pour terminer le mandat du titulaire de ce poste électif, démissionnaire. Il y est ensuite élu pour trois mandats consécutifs de quatre ans. Earl Warren se montre un procureur sévère. Bien qu'il ait la réputation de prendre des libertés avec la procédure, aucune des condamnations qu'il obtient n'est annulée en appel.
Devenu une figure connue en Californie, il est nommé au conseil des régents (Board of Regents, l'organisme dirigeant) de l'université de Californie (University of California désigne l'ensemble des universités publiques de l'État de Californie) tout en restant procureur. 
En 1939, il devient procureur général de l'État de Californie. Il est élu gouverneur de Californie en 1942, sous les couleurs du Parti républicain.

### Gouverneur de Californie
En 1946, comme la loi de Californie l'autorise alors, il se présente à la fois aux primaires du Parti démocrate et du Parti républicain et remporte les deux. Il remporte donc l'élection sans opposition. Il est encore réélu en 1950, cette fois sous les seules couleurs républicaines. 
Son passage à la tête de l'État est entaché par son soutien à la politique fédérale d'éloignement et d'internement des Américains d'origine japonaise pendant la Seconde Guerre mondiale, mais il réalise surtout les infrastructures qui permettront vingt ans de développement rapide de la Californie, jusqu'au milieu des années 1960. En particulier, il développe considérablement l'Université de Californie, avec son président Clark Kerr (en), pour en faire le réseau d'universités publiques qui a fourni une formation bon marché et de grande qualité à deux générations de Californiens.
En 1948, il échoue comme candidat à la vice-présidence des États-Unis aux côtés de Thomas Dewey. L'élection est remportée de justesse par le président sortant, le démocrate Harry S. Truman.

### À la Cour suprême
C'est en 1953 qu'il est nommé à la Cour suprême par le président Eisenhower, en remplacement de Fred M. Vinson, décédé. À la tête de la Cour, il se montre beaucoup plus progressiste qu'attendu. Exerçant une réelle influence sur ses collègues, il parvient à obtenir une longue séries d'arrêts rendus à l'unanimité. 
Les plus célèbres sont Brown v. Board of Education (1954), pris quelques mois à peine après son arrivée à la Cour, qui déclare la ségrégation raciale dans les écoles publiques inconstitutionnelle ; Browder v. Gayle, pris le 13 novembre 1954, qui déclare la ségrégation raciale dans les transports publics inconstitutionnelle ; Miranda v. Arizona en 1966 sur les droits de la personne arrêtée, qui est entre autres à l'origine du texte lu par la police aux personnes arrêtées, popularisé par le cinéma (« vous avez le droit de garder le silence », etc.) ; Loving v. Virginia en 1967, qui déclare inconstitutionnelle l'interdiction des mariages entre Blancs et Noirs qui existait alors dans plusieurs États.
Il se retire de la Cour en 1969, à soixante dix-huit ans. Le président Nixon nomme alors Warren Earl Burger pour lui succéder, et la Cour prend dans les années suivantes une orientation plus conservatrice, sans que les principales décisions de la période Warren ne soient remises en cause.
Après l'assassinat du président Kennedy en 1963, c'est lui qui préside la commission d'enquête fédérale (la Commission Warren) qui conclut que Lee Harvey Oswald est le tireur et qu'il a agi seul.
Earl Warren meurt à Washington en 1974. Son épouse est décédée centenaire en 1993.

## Dans la culture populaire

### Cinéma et télévision
Earl Warren est incarné par plusieurs acteurs dans différents films et téléfilms :
- 1977 : The Private Files of J. Edgar Hoover de Larry Cohen, interprété par Brooks Morton
- 1979 I...comme Icare (sous le nom de Fréderic Heniger) de Henri Verneuil, interprété par Michel Etcheverry.
- 1983 : Kennedy (série télévisée), interprété par Don MacLaughlin
- 1990 : The Kennedys of Massachusetts (série télévisée), interprété par Hal Fletcher
- 1991 : Separate But Equal (téléfilm) de George Stevens Jr., interprété par Richard Kiley
- 1991 : JFK d'Oliver Stone, interprété par Jim Garrison
- 1993 : American Experience (série télévisée - épisode Simple Justice), interprété par Pat Hingle
- 1997 : Dark Skies : L'Impossible Vérité (Dark Skies) (série télévisée - 1 épisode), interprété par Gary Lockwood
- 2000 : Jackie Bouvier Kennedy Onassis (téléfilm) de David Burton Morris, interprété par Raymond Stone
- 2003 : Freedom: A History of Us (série télévisée - 1 épisode), interprété par Paul Newman
- 2003 : The Commission de Mark Sobel, interprété par Alan Charof
- 2015 : Le Pont des espions (Bridge of Spies) de Steven Spielberg, interprété par Edward James Hyland.
- 2023 : Miranda's Victim de Michelle Danner, interprété par Kyle MacLachlan